# Berylmys bowersi
Berylmys bowersi är en däggdjursart som först beskrevs av Anderson 1879. Berylmys bowersi ingår i släktet Berylmys och familjen råttdjur. Internationella naturvårdsunionen kategoriserar arten globalt som livskraftig. Inga underarter finns listade.
Arten är med en kroppslängd (huvud och bål) av 235 till 300 mm, med en 240 till 310 mm lång svans och med en vikt av 270 till 650 g en stor gnagare. Den har 52 till 61 mm långa bakfötter och 27 till 37 mm stora öron. Pälsen på ovansidan bildas av styva hår som har en mörkgrå till gråbrun färg och undersidan är täckt av vit päls. Beroende på utbredning kan svansen vara helt mörk eller ljusare på undersidan eller vitaktig efter hälften. På fötternas ovansida finns mörkbrun päls och andra delar av fötterna är vita. Honor har två par spenar.
Detta råttdjur förekommer i Sydostasien från södra Kina och Myanmar över Laos och Thailand till norra Malackahalvön. Dessutom finns isolerade populationer i södra Vietnam, på södra Malackahalvön och på nordöstra Sumatra. I bergstrakter når Berylmys bowersi 1800 meter över havet. Habitatet utgörs av skogar, buskskogar och jordbruksmark.
Berylmys bowersi gräver komplexa tunnelsystem och är främst nattaktiv. Den äter gröna växtdelar och frukter som sällan kompletteras med insekter och andra ryggradslösa djur.